# Pentafluorphenylammoniumtriflat
Pentafluorphenylammoniumtriflat ist das Salz aus Pentafluoranilin und Trifluormethansulfonsäure, das als saurer und metallfreier Katalysator für die Bildung von Carbonsäureestern, -thioestern und Lactonen, sowie für Umesterungen unter vergleichsweise milden Bedingungen mit hoher Effizienz eingesetzt werden kann. Auch bei der Ritter-Reaktion von Nitrilen zu Carbonsäureamiden werden mit PFPAT unter moderaten Bedingungen hohe Ausbeuten erzielt.

## Darstellung
Pentafluorphenylammoniumtriflat wird bei Zugabe stöchiometrischer Mengen von Trifluormethansulfonsäure TfOH zu 2,3,4,5,6-Pentafluoranilin (aus Hexafluorbenzol und Natriumamid in flüssigem Ammoniak bzw. mit Ammoniak in Ethanol im Bombenrohr) in 95%iger Ausbeute erhalten.

## Eigenschaften
Pentafluorphenylammoniumtriflat ist in Reinsubstanz ein weißes, wasserlösliches Kristallpulver.

## Anwendungen
Die einfach zugängliche starke Brønsted-Säure Pentafluorphenylammoniumtriflat soll nach Literaturangaben als „grüner Katalysator“ eine Reihe von Vorteilen für sauer katalysierte Reaktionen besitzen. Erwähnt werden günstiger Preis, niedrige Toxizität, geringe Einsatzmengen, milde Reaktionsbedingungen, einfache Durchführung, z. B. lösungsmittelfreie Eintopfprozesse, kurze Reaktionszeiten, Luft- und Wasserbeständigkeit, hohe Ausbeuten, schonend gegenüber N-haltigen Substraten und vielen funktionellen Gruppen, einfache Aufarbeitung und gute Recyclierbarkeit.
Mit katalytischen Mengen (1–10 mol%) von Pentafluorphenylammoniumtriflat können in Toluol als Lösungsmittel bei erhöhten Temperaturen (40–110 °C) Carbonsäureester, Thioester und makrocyclische Lactone gebildet und Umesterungen katalysiert werden.
Dabei werden meist Ausbeuten über 90 % erzielt.
Aus 16-Hydroxypalmitinsäure wird unter Verdünnungsbedingungen (10 mmolar in Toluol) das siebzehngliedrige Lacton 16-Hexadecanolid in 87%iger Ausbeute, neben 10 % des ringförmigen Diesters, gebildet.
Auch ohne Lösungsmittel verläuft die Acylierung von Alkoholen, Phenolen und Aminen mit Acetanhydrid unter PFPAT-Katalyse (10 mol%) meist bei Raumtemperatur und innerhalb < 60 Minuten in Ausbeuten über 90 %.
So erfolgt die Bildung von 2-Phenylethylacetat aus 2-Phenylethanol und Acetanhydrid bei Raumtemperatur innerhalb von 20 Minuten in 97%iger Ausbeute.
Pentafluorphenylammoniumtriflat katalysiert die C-Acylierung von Enolsilylethern mit Carbonsäurechloriden zu β-Diketonen in guten bis sehr guten Ausbeuten (62–92 %).
Mit PFPAT kann auch die Synthese von α-Aminophosphonaten aus Aldehyden, Aminen und Dimethylphosphit analog einer Standardsynthese des Totalherbizids Glyphosat mit Ausbeuten von 80–95 % katalysiert werden.
Statt Schwefelsäure (oder einem H2SO4/Essigsäure-Gemisch) kann Pentafluorphenylammoniumtriflat als wirksamer Katalysator in der Ritter-Reaktion eingesetzt werden.
Zusatz katalytischer Mengen von PFPAT zu einem Gemisch von tert-Butanol oder tert-Butylacetat und Acrylnitril liefert in 92%iger Ausbeute N-tert-Butylacrylamid.
Die Katalyse der Polykondensation von Milchsäure mit lediglich 0,1 mol% PFPAT in aromatischen Lösungsmitteln liefert Polymilchsäure mit mittleren Molmassen bis zu > 100,000 g/mol.